# Dawn Wells
Dawn Elberta Wells (Reno, Nevada, 18 de octubre de 1938-Los Ángeles, 30 de diciembre de 2020) fue una actriz estadounidense, reconocida por su papel como Mary Ann Summers en la serie de televisión La isla de Gilligan.

## Biografía
Wells nació en Reno, Nevada en 1938. En 1960 se graduó en artes teatrales y diseño en la Universidad de Washington. Inició su carrera como reina de belleza, representando al estado de Nevada en el certamen Miss America 1960. Hizo su debut en Hollywood con un pequeño papel en la película The New Interns. Antes de interpretar el rol de Mary Ann Summers en el seriado La isla de Gilligan -papel que le brindó reconocimiento internacional-, Wells apareció en otras producciones para televisión como 77 Sunset Strip, The Cheyenne Show, Maverick y Bonanza.
La actriz permaneció activa en el cine y la televisión estadounidenses desde 1961 hasta finales de la década de 2010.
Falleció el 30 de diciembre de 2020 a los 82 años, en un hospital de Los Ángeles debido a complicaciones con el COVID-19.

## Filmografía

### Cine y televisión

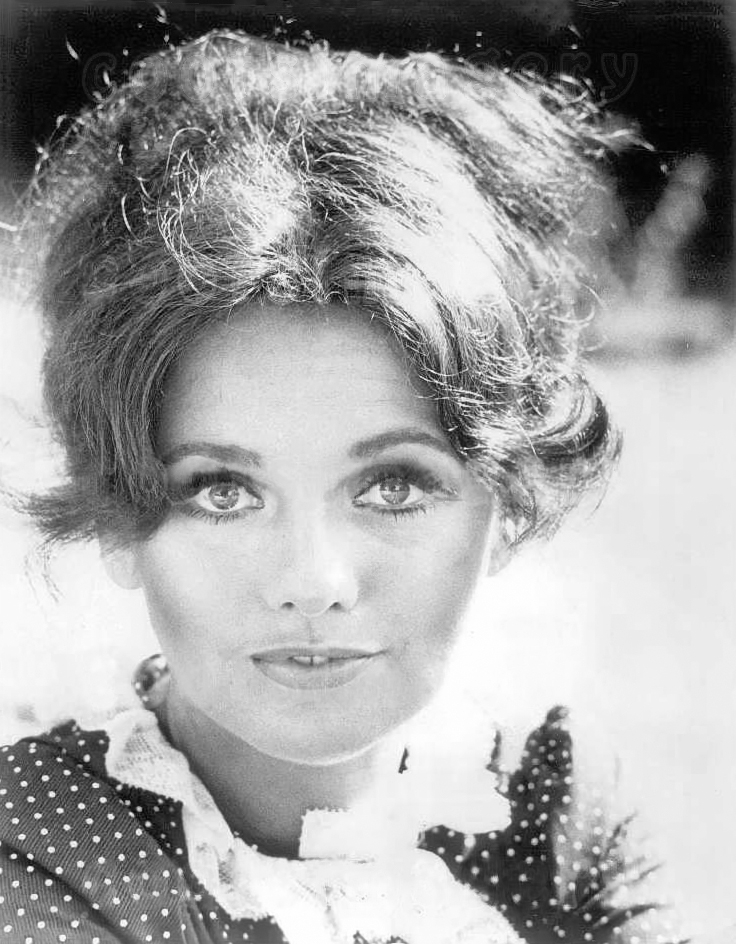
Dawn Wells en 1975

- 1961: Wagon Train - "The Captain Dan Brady Story"; - Señora Murray
- 1961: The Everglades ‒ Piney
- 1961: The Cheyenne Show ‒ "Lone Patrol"; Sarah Claypool
- 1961: Maverick ‒ "The Deadly Image"; Caprice Rambeau
- 1961: 77 Sunset Strip ‒ 4 episodios; Yvonne Martell
- 1961-62: Surfside 6 ‒ 2 episodios; June / Consuelo Hernández
- 1962: Hawaiian Eye ‒ 2 episodios; Carolyn Barnes / Lois Corey
- 1962: Bonanza ‒ "The Way Station"; Marty Johnson
- 1962: It's a Man's World ‒ 2 episodios; Molly
- 1962: Lawman - "No Contest"; Elly Stratton
- 1963: Palm Springs Weekend
- 1963: Ripcord - "Willie"; Evvie Eden
- 1963: Laramie ‒ "The Violent Ones"; Millie
- 1964: The Joey Bishop Show – "Joey and Roberta Sherwood Play a Benefit"
- 1964–67: Gilligan's Island (98 episodios)
- 1967: The Invaders – "Dark Outpost"
- 1968: The Wild Wild West – "The Night of the Headless Woman"; Betsy Jeffers
- 1968: Bonanza ‒ "The Burning Sky"; Moon Holt
- 1975: Winterhawk
- 1976: The Town That Dreaded Sundown
- 1977: Return to Boggy Creek
- 1978: Rescue from Gilligan's Island
- 1979: The Castaways on Gilligan's Island
- 1981: The Harlem Globetrotters on Gilligan's Island
- 1982–83: Gilligan's Planet
- 1983: High School U.S.A.
- 1983: Family Feud: "Gilligan's Island vs. Batman"
- 1987: Growing Pains: "Carnival"; Myrtle
- 1987: ALF ‒ "Somewhere Over the Rerun"; Mary Ann
- 1989: The Princess and the Dwarf
- 1992: Soulmates as Lucille Perkins
- 1992: Baywatch - "Now Sit Right Back and You'll Hear a Tale"; Mary Ann
- 1994: Space Ghost Coast to Coast ‒ "Gilligan"
- 1995: Roseanne - "Sherwood Schwartz: A Loving Tribute"
- 1996: Lover's Knot
- 2000: The Man Show
- 2001: Surviving Gilligan's Island
- 2002: Super Sucker
- 2004: Forever for Now
- 2005: Cyber Meltdown
- 2005: Girlfriends
- 2010: RuPaul's Drag U ‒ "A Star Is Born Again"
- 2012: Hotel Arthritis
- 2016: The Bold and the Beautiful- 1 episodio; Alice
- 2019: The Epic Tales of Captain Underpants- "The Ghastly Danger of the Ghost Dentist"; Gumbalina Toothington